# Scopula immoraria
Scopula immoraria là một loài bướm đêm trong họ Geometridae.